# Michael Holm

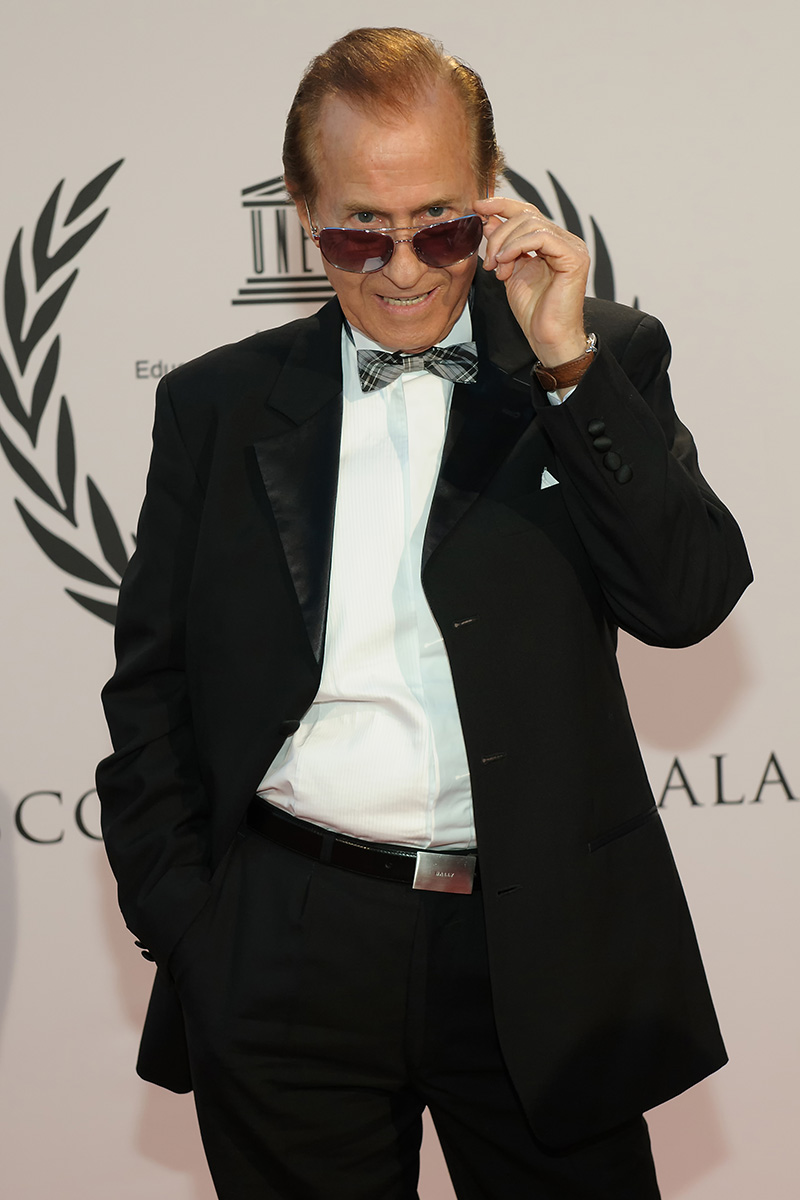
Michael Holm auf der UNESCO Gala, 2012

Michael Holm (* 29. Juli 1943 in Stettin, Pommern; bürgerlich Lothar Bernhard Walter) ist ein deutscher Schlagersänger, Songwriter, Texter, Musiker und Musikproduzent. Insbesondere in den späten 1960er- und den 1970er-Jahren konnte er viele Charterfolge erzielen, etwa mit den Liedern Mendocino und Tränen lügen nicht.

## Leben
Holm wurde 1943 in Stettin als Lothar Bernhard Walter geboren. Nach der Vertreibung 1945 wuchs er zusammen mit seiner Zwillingsschwester Mechthild und drei weiteren Geschwistern in Erlangen auf, wo er das Gymnasium Fridericianum besuchte. Wegen seiner musikalischen Ambitionen
musste er zum Abiturjahr die Schule wechseln. Nach dem Abitur am Melanchthon-Gymnasium Nürnberg begann er ein Jurastudium in West-Berlin, das er aufgrund sich einstellender musikalischer Erfolge ohne Abschluss beendete.

## Privates
Holm ist seit 1991 in zweiter Ehe mit Frau Beate, genannt „Bimbi“, verheiratet. Das Paar hat zwei Kinder, Sohn Maximilian (1994) und Tochter Anna (1995), und lebt in Weilheim in Oberbayern.

## Werdegang
Mit 15 Jahren gründete er seine erste Band. Bekannt wurde Holm vor allem als Schlagersänger. Erste Veröffentlichungen hatte Holm schon in den frühen 1960er-Jahren – so 1961 mit einer Version von Das Lied von der Liebe, Denke nicht daran, oh Cowboy und Bald wirst du wieder glücklich sein. Von 1961 bis 1965 veröffentlichte er zusammen mit Albert Schützenberger (Boy Berger, 1940–2021) unter dem Pseudonym „Die Missouris“ einige Songs. Unter anderem Texas Jimmy, Golden Hill und Bossa Nova Baby. Seine erste deutsche Chartnotierung gelang ihm 1962 mit Lauter schöne Worte, aber seinen ersten großen Hit hatte er erst 1964: Alle Wünsche kann man nicht erfüllen. 1969 war dann Mendocino, eine deutschsprachige Adaption eines Stücks des Sir-Douglas-Quintets, die in Deutschland meistverkaufte Single. Es folgten mit Barfuß im Regen (1970), Wie der Sonnenschein (1970), Nachts scheint die Sonne (1971), Ein verrückter Tag (1971) und My Lady of Spain (1973) weitere Hits. Sein einziger Nummer-1-Hit war Tränen lügen nicht (1974). Danach hatte er noch mit Mußt Du jetzt gerade gehen, Lucille? (1977) und El Lute (1979) große Erfolge.
Eine jahrelange künstlerische Zusammenarbeit und private Freundschaft verbindet ihn mit dem Musiker und Produzenten Giorgio Moroder, dem er mit Giorgio und ich ein Lied widmete. Als Duo Spinach veröffentlichten sie einige Singles und die LP Spinach 1. 1969 komponierte er die Musik zum Horrorfilm Hexen bis aufs Blut gequält.
1973 nahm Michael Holm mit zwei Titeln an der deutschen Vorentscheidung zum Eurovision Song Contest 1973 teil: Das Beste an dir (selbst geschrieben) erreichte den neunten, Glaub’ daran den zwölften und damit letzten Platz. 1975 schrieb er den Text zu Joy Flemings Wettbewerbsbeitrag Ein Lied kann eine Brücke sein. Ebenso schrieb er den Text für Zarahs Beitrag Don’t Say Goodbye bei der deutschen Vorentscheidung 2002.
Ende der 1970er-Jahre gründete er zusammen mit Kristian Schultze das Projekt Cusco, für das er 2004 bereits zum dritten Mal für den Grammy nominiert wurde. Von diesem Instrumentalmusik-Projekt, das einer ganz anderen Richtung folgt, sind über 20 Alben erschienen.
Daneben war Holm Texter, Komponist, Produzent und Verleger für andere Künstler. In den 1980er-Jahren war er unter anderem als ausführender Produzent an drei Alben der amerikanischen Künstlerin Lisa Nemzo bei Metronome Records beteiligt. 1998 produzierte er das Guildo-Horn-Album Danke und war damit einer der wichtigsten Köpfe des Schlager-Revivals Ende der 1990er-Jahre.
2004 erschien mit Liebt Euch! das erste Album des Sängers Michael Holm seit 1982. Im Jahr 2007 erschien sein Album Mal die Welt. Im Radio gespielt wurden aus diesem Album die Stücke Mir fehlt dieses Wort, Ich freu mich, Herz aus Gold oder Wozu. 2010 erschien die CD Holm 2011, u. a. mit dem Lied Tausend Lügen.
2022 gewann Holm den Musikautor*innenpreis der Gema in der Kategorie Text Schlager.
Zu seinem 80. Geburtstag erschien im Juli 2023 das Album Holm 80, auf dem Michael Holm große Hits seiner Karriere in neuen Interpretationen aufgenommen hatte, darunter auch Kollaborationen mit anderen Künstlern wie Otto Waalkes, Andreas Gabalier, Michelle, Andrea Griminelli, Mickie Krause, Alexandra Rotan und Ramon Roselly.

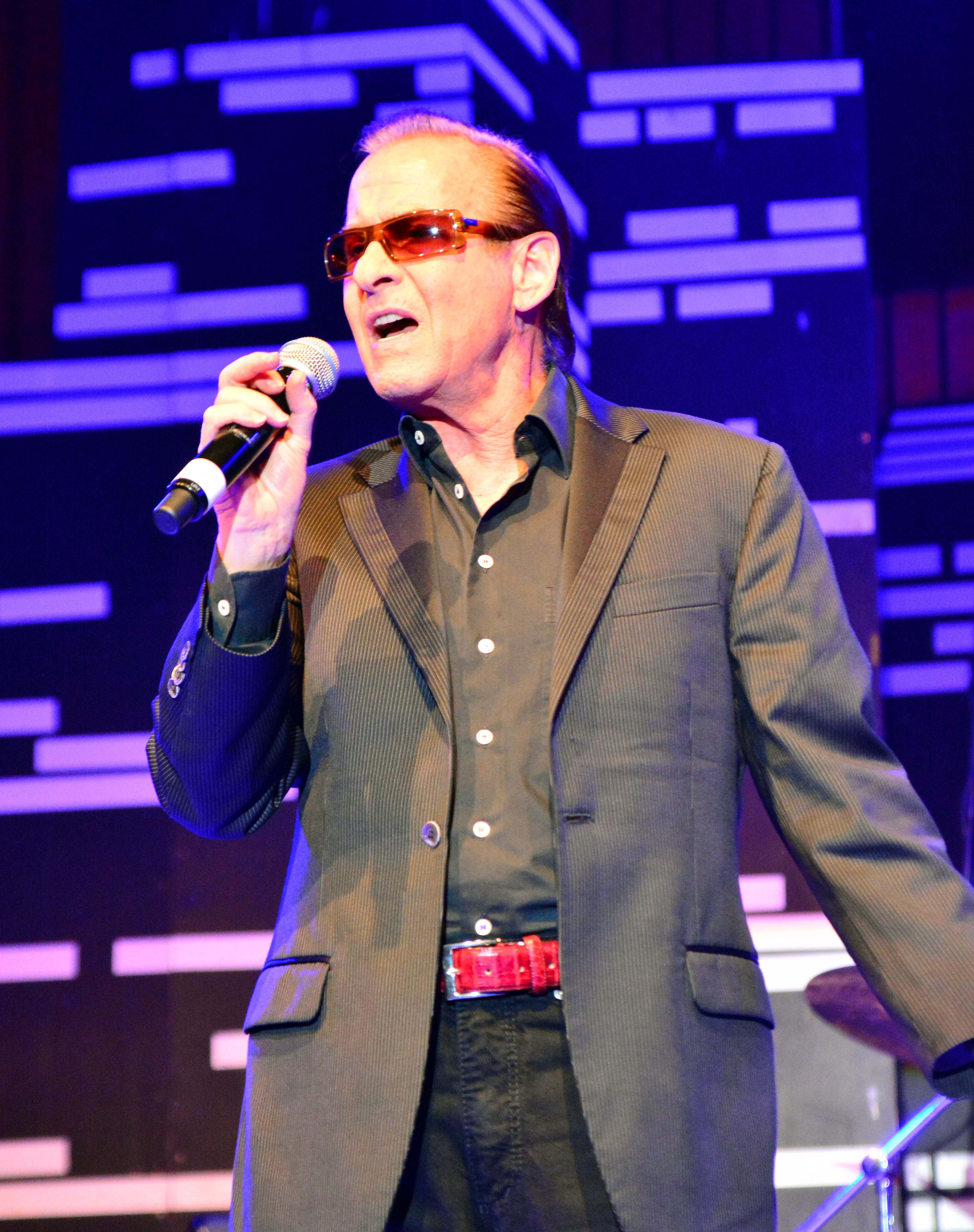
Michael Holm bei Appen musiziert, 2015

## Coverversionen
Viele Hits von Michael Holm während der 1970er-Jahre waren – wie bereits Mendocino – von ihm selbst verfasste deutschsprachige Coverversionen von Erfolgstiteln anderer Interpreten. Wie der Sonnenschein war im Original ein französisches Lied mit dem Titel Fernando (1969), gesungen von Sheila. Bevor Holm seine deutsche Version veröffentlichte, hatte die spanische Gruppe Los Diablos mit Un rayo de sol einen Sommerhit in Spanien.
1970 erschien Träume sind frei, im Original Hitchin’ A Ride von Vanity Fare.
Die Musik zu Nachts scheint die Sonne hat Giorgio Moroder komponiert. Fast zeitgleich im Spätsommer 1971 erschien von ihm als „Giorgio“ auch die englische Version mit dem Titel Son of My Father, getextet von Pete Bellotte.
Anfang 1972 hatte die britische Popband Chicory Tip einen Nummer-1-Hit mit diesem Song in Großbritannien. 1972 erschien auch eine dänische Fassung (Smil lille pie) der Sängerin Ulla Pia.
Du weinst um mich ist im Original das Instrumentalstück I Will Return von Phil Cordell, der damit unter dem Projektnamen „Springwater“ Ende 1971 einen europaweiten Hit landete. Das englische Original von Es ist schön, bei dir zu sein stammt aus der Feder von Jim Gold, der mit Nice to Be with You und seiner Band Gallery in den USA erfolgreich war. Oh oh July war abermals die deutschsprachige Adaption eines Hits der spanischen Band Los Diablos. Mit ihrem englischen Original von My Lady of Spain war die niederländische Popgruppe The Classics 1972 in ihrem Heimatland erfolgreich.
Tränen lügen nicht ist im Original ein Instrumentalstück mit dem Titel Soleado, das der Italiener Ciro Dammicco komponierte und unter seinem Pseudonym „Zacar“ veröffentlichte. Im englischsprachigen Raum wurde dieser Song als When a Child Is Born zu einem beliebten Weihnachtslied. Als der US-amerikanische Sänger Lobo mit I’d Love You to Want Me auch in Deutschland einen Tophit landete, veröffentlichte Michael Holm seine deutsche Version als Baby, du bist nicht alleine. Tornerò von der italienischen Formation I Santo California entwickelte sich 1975 auch im deutschsprachigen Raum zum großen Hit; Michael Holm hatte mit seiner deutschen Version Wart’ auf mich fast zeitgleich seinen bis dato drittgrößten Erfolg. Mußt Du jetzt gerade gehen, Lucille? stammt im Original von Kenny Rogers; Lucille war für Rogers im Frühjahr und Sommer 1977 ein weltweiter Erfolg. Boney M. hatte mit El Lute im Sommer 1979 bereits einen Tophit, bevor die von Fred Jay getextete deutsche Version mit Michael Holm ebenfalls erfolgreich war.
Auf seinem 1990 erschienenen Album King Rocko Schamoni And The Explosions – Jeans Und Elektronik coverte der Künstler Rocko Schamoni Holms Lied Mendocino. Das Stück wurde im selben Jahr auch als Single veröffentlicht. In der rockigen Variante singt Rocko Schamoni mit Michael Holm gemeinsam im Duett.

## Sonstiges
Der nach dem kalifornischen Ort Mendocino benannte Schlager Mendocino dient auch als Vorlage für den beliebten Pokalfangesang der Fans des FC St. Pauli und ist damit nach wie vor auch bei den jüngeren St.-Pauli-Anhängern sehr bekannt.
„Mendocino“ war 1977 auch das Codewort bei der Schleyer-Entführung.
Holm leistete eine Spende über 5000 DM an Helmut Kohl, der damit im Jahr 2000 in der Schwarzgeldaffäre den Schaden der CDU auszugleichen versuchte.
2011 nahm Michael Holm an dem TV-Format Cover my Song des Senders VOX teil. Er traf dabei auf die Nachwuchsrapperin Kitty Kat, die seinen Titel Mendocino in einen Rap umschrieb: „Keiner kennt meinen Namen (Mendocino)“, während er ihren Titel Kriegerin in Schlagerform präsentierte.
Im Juli 2025 bekam Michael Holm den Bayerischen Verdienstorden von Ministerpräsident Markus Söder in der Residenz in München verliehen.

## Diskografie
Studioalben

| Jahr | Titel Musiklabel Katalog-Nr. | Höchstplatzierung, Gesamtwochen/‑monate, AuszeichnungChartplatzierungen (Jahr, Titel, Musiklabel Katalog-Nr., Platzierungen, Wochen/Monate, Auszeichnungen, Anmerkungen) | Höchstplatzierung, Gesamtwochen/‑monate, AuszeichnungChartplatzierungen (Jahr, Titel, Musiklabel Katalog-Nr., Platzierungen, Wochen/Monate, Auszeichnungen, Anmerkungen) | Höchstplatzierung, Gesamtwochen/‑monate, AuszeichnungChartplatzierungen (Jahr, Titel, Musiklabel Katalog-Nr., Platzierungen, Wochen/Monate, Auszeichnungen, Anmerkungen) | Höchstplatzierung, Gesamtwochen/‑monate, AuszeichnungChartplatzierungen (Jahr, Titel, Musiklabel Katalog-Nr., Platzierungen, Wochen/Monate, Auszeichnungen, Anmerkungen) | Höchstplatzierung, Gesamtwochen/‑monate, AuszeichnungChartplatzierungen (Jahr, Titel, Musiklabel Katalog-Nr., Platzierungen, Wochen/Monate, Auszeichnungen, Anmerkungen) | Anmerkungen                                                |
| Jahr | Titel Musiklabel Katalog-Nr. | DE | AT | CH | UK | US | Anmerkungen                                                |
| ---- | --- | --- | --- | --- | --- | --- | ---------------------------------------------------------- |
| 1970 | Auf der Straße nach Mendocino auch bekannt als: Mendocino und Mademoiselle Ninette Ariola 80300 IT / S*R International 92505 / Ariola ARC 937 | — | — | — | — | — | Erstveröffentlichung: März 1970                            |
| 1971 | Michael Holm Ariola 85 664 IT | — | — | — | — | — | Erstveröffentlichung: 1971                                 |
| 1972 | Meine Songs Ariola 86490 IT | — | — | — | — | — | Erstveröffentlichung: 1972                                 |
| 1973 | Stories Ariola 87092 IT / Ariola ARC 965 | — | — | — | — | — | Erstveröffentlichung: 1973                                 |
| 1973 | Spinach 1. Canyon Y-1017 | — | — | — | — | — | Erstveröffentlichung: 1973 mit Giorgio Moroder als Spinach |
| 1975 | Tränen lügen nicht – Lieder zum Träumen Ariola 88464 IT                                                                                       | DE25 (4 Mt.)DE | — | — | — | — | Erstveröffentlichung: 1975                                 |
| 1975 | Wenn ein Mann ein Mädchen liebt Ariola 89175 IT                                                                                               | — | — | — | — | — | Erstveröffentlichung: 1975                                 |
| 1976 | Zwei Gesichter Ariola 28158 IT | — | — | — | — | — | Erstveröffentlichung: 1976                                 |
| 1978 | Poet der Straße Ariola 25250 IT / Ariola ARC 2014                                                                                             | — | — | — | — | — | Erstveröffentlichung: 1978                                 |
| 1978 | Labyrinth Ariola 26104 IT | — | — | — | — | — | Erstveröffentlichung: 1978                                 |
| 1979 | El Lute Ariola 201 034 | — | — | — | — | — | Erstveröffentlichung: 1979                                 |
| 1980 | Halt mich fest RCA PL 28411 | — | — | — | — | — | Erstveröffentlichung: 1980                                 |
| 1981 | Im Jahr der Liebe RCA PL 28471 | — | — | — | — | — | Erstveröffentlichung: 1981                                 |
| 2004 | Liebt euch! Koch Universal 06024 9868677 – DDD                                                                                                | — | — | — | — | — | Erstveröffentlichung: 8. November 2004                     |
| 2007 | Mal die Welt da-music CD 871920-2 | — | — | — | — | — | Erstveröffentlichung: 18. Mai 2007                         |
| 2010 | Holm 2011 da-music DA 8761082 | — | — | — | — | — | Erstveröffentlichung: 26. November 2010                    |
| 2017 | Als die alten Zeiten jung war’n da-music DA 877127-2                                                                                          | — | — | — | — | — | Erstveröffentlichung: 6. Oktober 2017                      |

grau schraffiert: keine Chartdaten aus diesem Jahr verfügbar

## Auszeichnungen
- Goldene Stimmgabel
  - 1981, 1983, 1988, 1995, 1997
- Goldener Nürnberger Trichter
  - 2000
- smago! Award
  - 2019: für „Live-Tournee des Jahres 2018“ (Schlagerlegenden)[9]
- Willy-Dehmel-Preis
  - 2009
- Deutscher Musikautorenpreis
  - 2022: in der Kategorie Text Schlager[10]
- Bayerischer Verdienstorden
  - 2025[11]